# Diocesi di Arauca
La diocesi di Arauca (in latino: Dioecesis Araucensis) è una sede della Chiesa cattolica in Colombia suffraganea dell'arcidiocesi di Nueva Pamplona. Nel 2022 contava 264.670 battezzati su 338.200 abitanti. È retta dal vescovo Jaime Cristóbal Abril González.

## Territorio
La diocesi comprende l'intero dipartimento colombiano di Arauca, nel nord-est del Paese, comprensivo di 7 comuni: Arauca, Arauquita, Cravo Norte, Fortul, Puerto Rondón, Saravena e Tame. Fanno parte della diocesi anche i comuni di Chita e Cubará nel dipartimento di Boyacá, il comune di La Salina nel dipartimento di Casanare, e il distretto di Gibraltar nel comune di Toledo nel dipartimento di Norte de Santander.
Sede vescovile è la città di Arauca, dove si trova la cattedrale di Santa Barbara.
Il territorio si estende su una superficie di 23.505 km² ed è suddiviso in 27 parrocchie, raggruppate in 6 arcipresbiterati: Beato Jesús Emilio Jaramillo, Rafael Arcadio Bernal Supelano, José María Pottier, San Juan Pablo II, Miguel Ángel Builes e Luis Eduardo García.

## Storia
La prefettura apostolica di Arauca fu eretta il 26 maggio 1915 con decreto della Sacra Congregazione Concistoriale, ricavandone il territorio dal vicariato apostolico di Casanare.
Il 15 giugno 1945 ha ceduto una porzione di territorio a vantaggio dell'erezione della prefettura apostolica di Labateca, che nel 1956 è stata reintegrata nel suo territorio per la contemporanea soppressione della prefettura di Labateca.
L'11 novembre 1970 la prefettura apostolica fu elevata a vicariato apostolico con la bolla Quoniam praecipuas di papa Paolo VI.
Il 19 luglio 1984 il vicariato apostolico è stato elevato a diocesi con la bolla Accuratissima Summis di papa Giovanni Paolo II.
Nel 1989 Jesús Emilio Jaramillo Monsalve, il primo vescovo della diocesi, fu assassinato dai guerriglieri dell'ELN. È stato beatificato l'8 settembre 2017 da papa Francesco, durante il suo viaggio apostolico in Colombia.

## Cronotassi dei vescovi
Si omettono i periodi di sede vacante non superiori ai 2 anni o non storicamente accertati.
- Émile Larquère, C.M. † (gennaio 1916 - 9 novembre 1923 nominato prefetto apostolico di Tierradentro)
- José María Potier, C.M. † (7 maggio 1924 - 1950 deceduto)
- Gratiniano Martínez, C.M. † (27 ottobre 1950 - 1956 dimesso)
- Luís Eduardo García Rodríguez, M.X.Y. † (31 luglio 1956 - 8 gennaio 1970 deceduto)
- Beato Jesús Emilio Jaramillo Monsalve, M.X.Y. † (11 novembre 1970 - 2 ottobre 1989 deceduto)
- Rafael Arcadio Bernal Supelano, C.SS.R. † (29 marzo 1990 - 10 gennaio 2003 nominato vescovo di Líbano-Honda)
- Carlos Germán Mesa Ruiz (20 marzo 2003 - 2 febbraio 2010 nominato vescovo di Socorro e San Gil)
- Jaime Muñoz Pedroza (22 ottobre 2010 - 11 luglio 2018 nominato vescovo di Girardot)
- Jaime Cristóbal Abril González, dal 18 novembre 2019

## Statistiche
La diocesi nel 2022 su una popolazione di 338.200 persone contava 264.670 battezzati, corrispondenti al 78,3% del totale.
| anno | popolazione | popolazione | popolazione | presbiteri | presbiteri | presbiteri | presbiteri                | diaconi | religiosi | religiosi | parrocchie |
| anno | battezzati  | totale      | %           | numero     | secolari   | regolari   | battezzati per presbitero | diaconi | uomini    | donne     | parrocchie |
| ---- | ----------- | ----------- | ----------- | ---------- | ---------- | ---------- | ------------------------- | ------- | --------- | --------- | ---------- |
| 1950 | 32.000      | 34.000      | 94,1        | 9          |            | 9          | 3.555                     |         | 13        | 17        | 4          |
| 1966 | 60.000      | 60.000      | 100,0       | 23         | 4          | 19         | 2.608                     |         | 21        | 23        | 11         |
| 1968 | 69.700      | 75.000      | 92,9        | 26         | 10         | 16         | 2.680                     |         | 18        | 30        | 12         |
| 1976 | 153.102     | 158.000     | 96,9        | 26         | 17         | 9          | 5.888                     |         | 11        | 50        | 12         |
| 1980 | 131.800     | 135.200     | 97,5        | 24         | 17         | 7          | 5.491                     |         | 7         | 59        | 13         |
| 1990 | 151.000     | 174.000     | 86,8        | 23         | 17         | 6          | 6.565                     |         | 8         | 59        | 15         |
| 1999 | 198.945     | 248.681     | 80,0        | 32         | 22         | 10         | 6.217                     |         | 10        | 57        | 17         |
| 2000 | 202.000     | 248.750     | 81,2        | 30         | 23         | 7          | 6.733                     |         | 8         | 56        | 15         |
| 2001 | 202.000     | 248.750     | 81,2        | 38         | 31         | 7          | 5.315                     |         | 7         | 55        | 20         |
| 2002 | 220.000     | 260.000     | 84,6        | 43         | 34         | 9          | 5.116                     |         | 9         | 53        | 21         |
| 2003 | 230.000     | 260.000     | 88,5        | 40         | 35         | 5          | 5.750                     |         | 5         | 52        | 22         |
| 2004 | 232.000     | 262.000     | 88,5        | 40         | 35         | 5          | 5.800                     |         | 5         | 51        | 22         |
| 2006 | 238.000     | 268.000     | 88,8        | 37         | 31         | 6          | 6.432                     |         | 6         | 49        | 22         |
| 2012 | 264.000     | 288.000     | 91,7        | 47         | 43         | 4          | 5.617                     |         | 4         | 46        | 24         |
| 2015 | 273.000     | 298.100     | 91,6        | 54         | 52         | 2          | 5.055                     |         | 2         | 19        | 24         |
| 2018 | 250.938     | 320.478     | 78,3        | 53         | 53         |            | 4.734                     |         |           | 32        | 25         |
| 2020 | 256.400     | 327.500     | 78,3        | 45         | 45         |            | 5.697                     |         |           | 30        | 28         |
| 2022 | 264.670     | 338.200     | 78,3        | 49         | 49         |            | 5.401                     |         |           | 26        | 27         |